# 積極治療
積極治療（英語：Curative care 或 curative medicine）是針對被認為可能可以治癒的醫療狀況而提供的醫療保健服務，並以此為目的。 它不同於預防醫學（旨在透過藥物和免疫、運動、適當的飲食習慣和其他生活方式問題等技術來預防疾病發生），也不同於姑息性護理（側重於減輕症狀的嚴重程度，例如疼痛）。